# آق مسجد (خیوه)
آق مسجد (ازبکی: Oq masjid / Оқ масжид؛ به معنای «مسجد سفید») یک مسجد قرن نوزدهمی در خیوه ازبکستان است. این مسجد در ایچان‌قلعه، شهر قدیمی خیوا، که یک محوطه میراث جهانی است، قرار دارد. بنای مسجد بین سال‌های ۱۸۳۸ تا ۱۸۴۲ بر روی پایه‌های قدیمی ساخته شد. آق مسجد از یک اتاق مربع شکل گنبدی (۶٫۳۵×۶٫۳۵ متر) تشکیل شده‌است که از سه طرف توسط یک ایوان احاطه شده‌است. مساحت کل آن ۲۵٫۵ در ۱۳٫۵ متر است.